# 작은 영웅: 게와 달걀과 투명인간
《작은 영웅 - 게와 달걀과 투명인간》(ちいさな英雄　カニとタマゴと透明人間, MODEST HEROES)은 일본에서 제작된 모모세 요시유키 감독의 2018년 애니메이션 영화이다. 오다기리 죠 등이 주연으로 출연하였다. 이 영화는 스튜디오의 Ponoc Short Films Theatre 앤솔로지 가운데 제1편이다.

## 출연

### 주연
- 오다기리 죠
- 오노 마치코
- 타나카 민

## 개봉
이 영화는 2018년 8월 24일 일본에서 개봉되었다.
2018년 10월 10일, GKIDS는 북아메리카 배급권을 인수하였다. 북아메리카에서는 2019년 1월 10일 개봉되었다.